# Flitskrediet

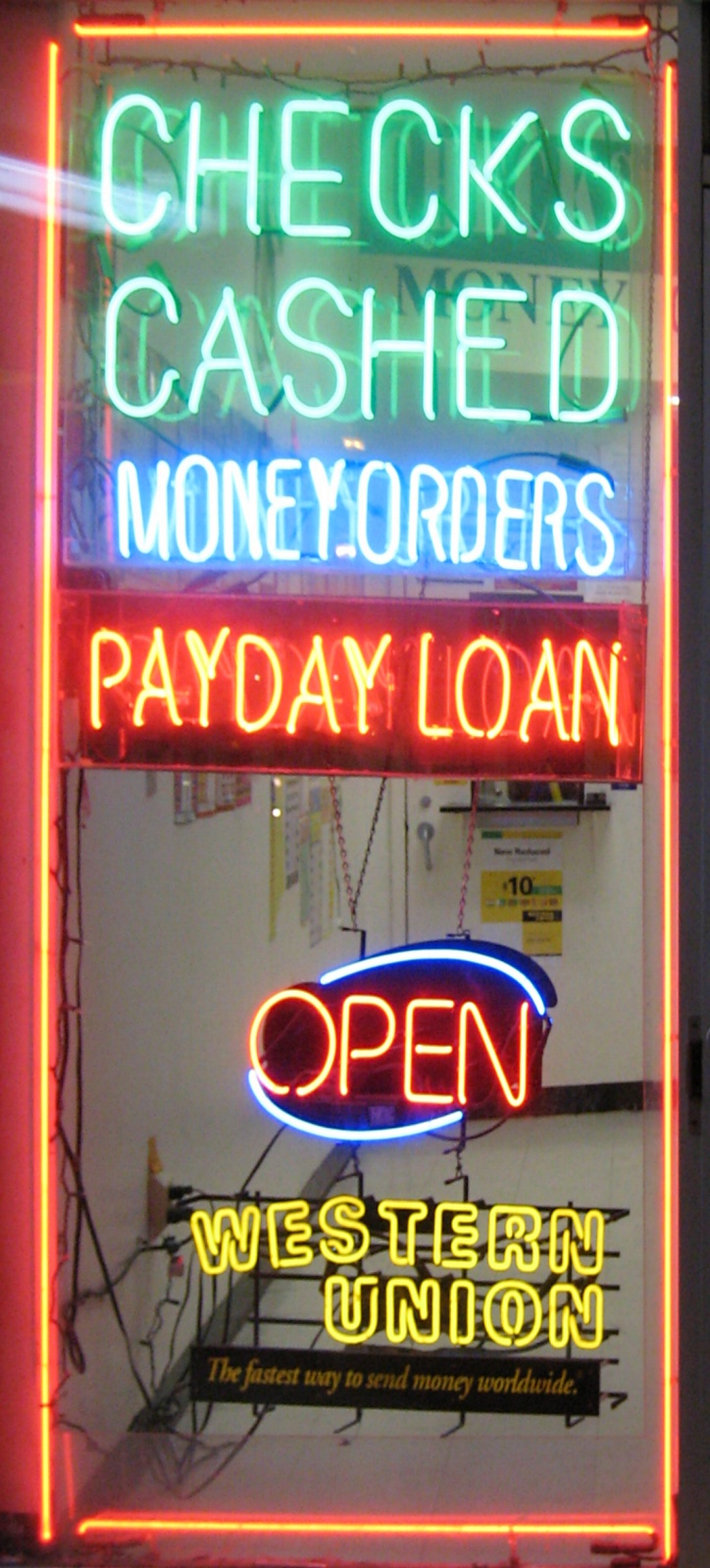
"Payday loan' is een korte overbruggingslening tot de datum dat het salaris wordt ontvangen.

Een flitskrediet, ook wel bekend onder de naam "minilening". De minilening wordt ook wel sms-krediet, minikrediet, of flitslening genoemd. De minilening is een lening met een korte looptijd en lage leensom. De leensom begint doorgaans vanaf 100 euro tot maximaal 1.500 euro. De looptijd is in alle gevallen korter dan drie maanden. Sinds 25 mei 2011 is het verboden om dit soort kortlopende kredieten (flitskredieten) aan te bieden zonder vergunning van de AFM. Aanbieders van deze kortlopende kredieten hebben een vergunning nodig als ze meer dan onbetekenende kosten in rekening brengen. In dat geval mogen ze geen tarieven in rekening brengen die hoger zijn dan het maximale wettelijke rentepercentage van 14 procent op jaarbasis. Een vergunning biedt extra bescherming aan consumenten.
De bij wet bepaalde maximale rentevergoeding voor leningen in Nederland bedraagt 14% (sinds 2015). Om dit maximum te omzeilen brengen verstrekkers van flitskredieten in plaats van rente vaak zeer hoge "leenkosten" in rekening. De totale vergoeding, vaak omschreven als administratie- of behandelingskosten, voor flitskredieten kan als percentage omgerekend oplopen tot 600% per jaar. Een variant is de "woekerboete", waarbij zoveel mogelijk boetes worden opgelegd wegens overtreding van de (opzettelijk vage) kredietvoorwaarden. Verstrekkers van kredieten met dergelijke rentepercentages worden vaak gekwalificeerd als woekeraar.
Als gevolg van een wijziging van de Wet op het financieel toezicht vallen flitskredieten ook onder toezicht van de AFM. Deze wijziging zou 11 juni 2010 ingaan, maar de implementatie van de Richtlijn Consumentenkrediet, waar het flitskrediet onder valt, heeft vertraging opgelopen. De regels rondom onder andere reclame-uitingen, kredietverstrekking en beoordeling van de kredietwaardigheid gaan dan ook voor flitskredieten gelden. Verder zijn aanbieders van flitskredieten dan verplicht het jaarlijkse kostenpercentage te vermelden.
In de Verenigde Staten staan vergelijkbare leningen vooral bekend onder de term pay day loan, waarbij in de naam gerefereerd wordt aan het gegeven dat de lening gebruikt kan worden als overbrugging tot aan de volgende dag dat de ontvanger van de lening salaris ontvangt (pay day).